# André van der Elst (burgemeester)
Andries Cornelis (André) van der Elst (Zutphen, 5 oktober 1853 − Heelsum, 29 augustus 1913) was een Nederlands burgemeester.

## Biografie
Van der Elst was een telg uit het geslacht Van der Elst en een zoon van dr. Johannes van der Elst (1823-1889), arts en provisor van het Krankzinnigengesticht te Zutphen, en diens eerste echtgenote Adriana Dorothea de Wilde (1825-1856). Hij trouwde in 1885 met Elisabeth Maria Vriesendorp (1854-1938), telg uit het geslacht Vriesendorp, met wie hij twee jong gestorven kinderen kreeg. Haar broer Jacob Vriesendorp (1852-1916) was in 1879 getrouwd met Catharina Wilhelmina van der Elst (1854-1930), een zus van André. In 1884 werd hij benoemd tot burgemeester van Klundert. Hij zou dat tot mei 1902 blijven. Hij overleed in 1913 op 59-jarige leeftijd.